# Boete

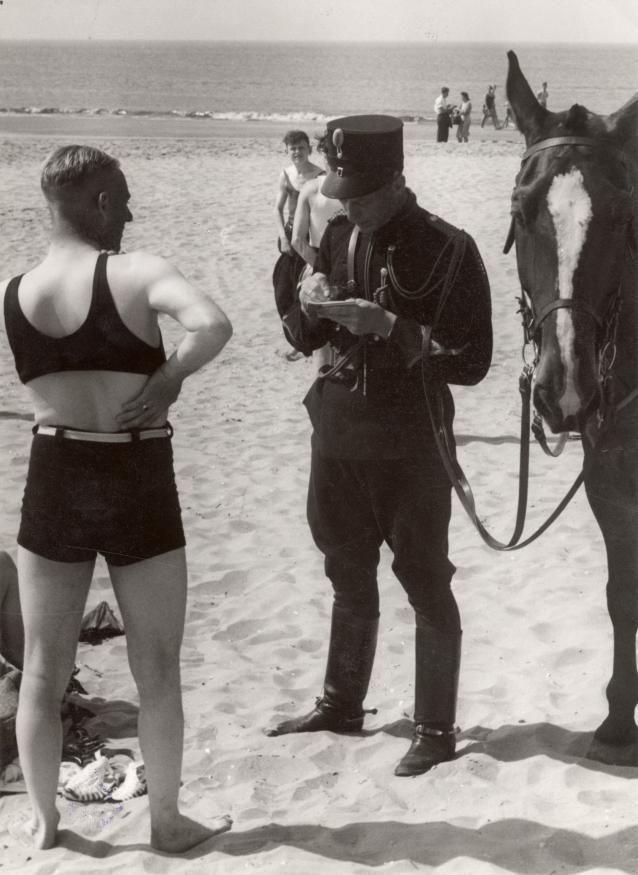
Marechaussee bekeurt een badgast die onvoldoende gekleed is op het strand. Nederland, Heemskerk, 1931.

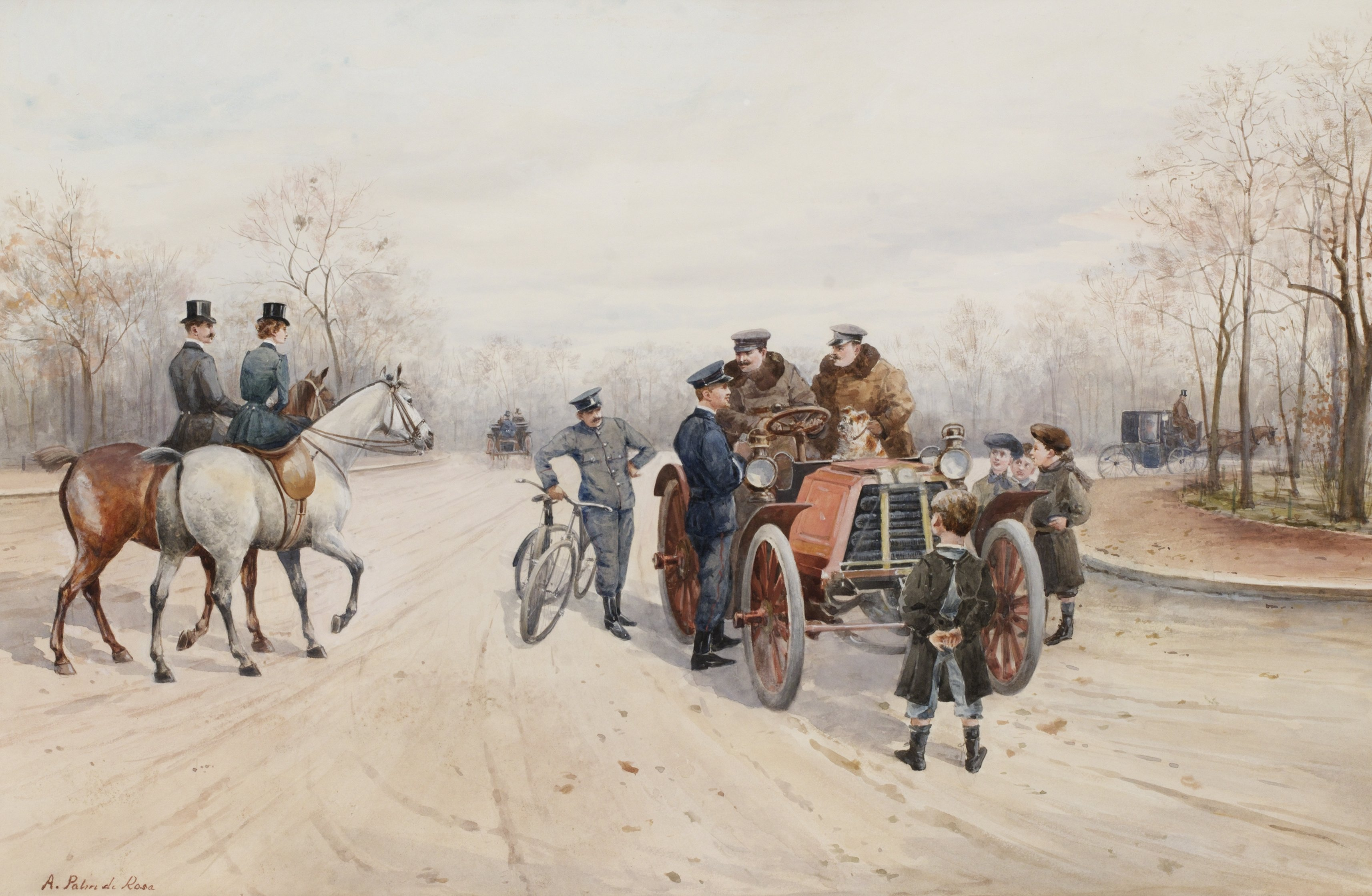
Boete voor snelheidsovertreding, Bois de Boulogne, door Anna Palm de Rosa

Een boete is een bedrag dat betaald moet worden naar aanleiding van een overtreding. Zowel de overheid als organisaties zoals bibliotheken kunnen boetes opleggen. Het begrip bekeuring wordt soms als synoniem beschouwd van boete, maar in de strikte zin is dit slechts het transactievoorstel dat men krijgt bij een kleine overtreding. In sommige landen, waaronder België en Nederland, staat er een vast bedrag voor een vergelijkbaar delict. In een groot aantal Europese landen bestaat daarentegen het dagboetesysteem, waarbij men gelijkwaardig poogt te straffen door boetes afhankelijk te maken van het persoonlijke inkomen van de dader.
Boete wordt ook in een bredere zin gebruikt: het inlossen van een bepaalde schuld die ontstaan is door een verkeerde handeling. Die verkeerde handeling heeft een andere partij benadeeld.
Degene die de verkeerde handeling verrichtte moet boete "doen", een bepaalde handeling verrichten om de verkeerde handeling te compenseren, met het oog op de benadeelde andere partij. Van oudsher bestond ook de mogelijkheid bloedwraak af te kopen met een zoengeld. Boete is een vorm van vergelding. De persoon die boete doet, wordt boeteling of penitent genoemd.

## België
Geldboetes die ten voordele van de Belgische Staat worden geïnd, zijn in te delen naargelang de instantie die ze oplegt en de rechtsgrond waarop dit gebeurt:
- Een strafrechtelijke geldboete is een van de straffen die een rechter kan opleggen aan wie zich schuldig maakt aan een misdrijf.[1] De algemene regels ervoor zijn neergelegd in het Strafwetboek (artikelen 38-41bis). Bij niet-betaling kan een vervangende gevangenisstraf volgen, maar dit is geen "recht" waarmee de veroordeelde een verhaal op zijn vermogen kan ontlopen. Het bedrag is sinds 1921 onderhevig aan opdeciemen.[2]
Nog in de strafrechtelijke sfeer zijn er twee bijzondere instrumenten die aanleiding geven tot het betalen van geldboeten:
  - Een minnelijke schikking is een akkoord tussen het Openbaar Ministerie en iemand die van een misdrijf wordt verdacht. Door het betalen van de overeengekomen som geld, vervalt de strafvordering tegen de verdachte. De regeling is vervat in artikel 216bis van het Wetboek van Strafvordering. In sommige domeinen gelden bijzondere regels (verkeer, stedenbouw). Het initiatief voor een minnelijke schikking gaat steeds uit van het parket (de verdachte heeft er geen recht op) en de aanvaarding ervan impliceert dat de verdachte zijn schuld erkent en zich aansprakelijk stelt om de eruit voortvloeiende schade te vergoeden.
  - Een onmiddellijke inning is een geldboete die rechtstreeks door de politie wordt geïnd via een versnelde procedure. Ze kent ruime toepassing ter bestraffing van verkeersovertredingen zonder schade aan derden.[3] Net als bij een minnelijke schikking impliceert het dat de verdachte zijn schuld erkent en zal de strafvordering uitdoven bij betaling (tenzij het openbaar ministerie zich daar binnen de maand tegen verzet).
- Een administratieve of bestuurlijke geldboete gaat uit van een overheid die tot de uitvoerende macht behoort. Hiervoor bestaat geen algemene regeling: telkens is een specifieke rechtsgrond vereist. Bekende voorbeelden zijn de geldboetes opgelegd als gemeentelijke administratieve sanctie (GAS), boetes van de Economische Inspectie, van de Voetbalcel, van de Sociale Inspectie (op grond van het Sociaal Strafwetboek), enz. Tegen zulke boetes staat beroep open bij de rechtbanken, maar dit is niet steeds opschortend.
Gedepenaliseerde parkeerboetes vallen niet onder deze categorie omdat ze beschouwd worden als een vergoeding voor een verleende dienst (retributie).[4] De vaststelling en inning gebeurt door beëdigde ambtenaren, maar kan ook worden uitbesteed aan bedrijven.
- Een burgerlijke geldboete wordt opgelegd door een burgerlijke (in de zin van niet-penale) rechtbank. Ze dienen ter ontrading en/of bestraffing van specifieke gedragingen, zoals het vertragen van de rechtsgang of het niet-opdagen als getuige.[5]

Daarnaast bestaan er ook geldboeten die niet aan de overheid toekomen:
- Een disciplinaire geldboete wordt opgelegd krachtens het tuchtrecht en komt ten goede aan de sanctionerende tuchtorde. Ze zijn met name van belang in vrije beroepen zoals gerechtsdeurwaarders.
- Een privaatrechtelijke boete kan bij contract worden overeengekomen en laat toe om vooraf een bedrag vast te leggen dat bij wanprestatie verschuldigd zal zijn. Deze boetebedingen moeten qua omvang in verhouding staan tot de schade die redelijkerwijze te voorzien valt. Anders dan in Angelsaksische landen, kunnen excessieve bedragen door de rechter nietig worden verklaard als een verboden strafbeding.[6]

## Nederland

### Strafrecht
Het Wetboek van Strafrecht (WvSr) bepaalt dat een van de mogelijke hoofdstraffen een geldboete is. Dit is de verplichting tot betaling van een vastgesteld bedrag aan de Staat. In het Nederlandse strafrecht wordt bij ieder strafbaar feit een boetecategorie vastgesteld. De desbetreffende categorie bepaalt de maximale hoogte van de boete voor het feit. Er zijn zes categorieën, namelijk:
| Categorie | Maximum boetebedrag volgens het Wetboek van Strafrecht. | Maximum boetebedrag volgens het Wetboek van Strafrecht BES. |
| --------- | ------------------------------------------------------- | ----------------------------------------------------------- |
| eerste    | € 515                                                   | $280                                                        |
| tweede    | € 5.150                                                 | $2.800                                                      |
| derde     | € 10.300                                                | $5.600                                                      |
| vierde    | € 25.750                                                | $14.000                                                     |
| vijfde    | € 103.000                                               | $56.000                                                     |
| zesde     | € 1.030.000                                             | $560.000                                                    |

Indien er geen boetecategorie is vastgesteld geldt voor overtredingen de eerste en voor misdrijven de derde categorie. Het is uiteindelijk aan de rechter (of in geval van een strafbeschikking: de Officier van Justitie) om het precieze boetebedrag vast te stellen. De rechter houdt hierbij rekening met de draagkracht van de verdachte.
Rekening houdend met deze maximale bedragen zal de rechter uiteindelijk de feitelijke hoogte van de boete bepalen. Zo wordt diefstal bestraft met een geldboete van de vierde categorie, wat betekent dat de rechter maximaal een boete van 22.500 euro of 14.000 dollar kan opleggen (bij een zeer omvangrijke diefstal dus relatief weinig – overigens is ontneming van het wederrechtelijk verkregen voordeel daarbij steeds mogelijk, nog afgezien van de civielrechtelijke vordering van vergoeding van schade als gevolg van een onrechtmatige daad). De bedragen zijn te vinden in art. 23 lid 4 Sr en art. 27 lid 4 Wetboek van Strafrecht BES. Ondanks dit wetsartikel geldt er een minimumbedrag van €3 per geldboete.
Voor één feit kunnen zowel een (al dan niet voorwaardelijke) vrijheids- of taakstraf als een geldboete worden opgelegd. Dit blijkt niet uit de strafbaarstelling, waarin staat: «wordt gestraft met een gevangenisstraf van ten hoogste X of een geldboete van X categorie.» Echter, in artikel 9 lid 3 WvSr staat:  
«In het geval gevangenisstraf, hechtenis, vervangende hechtenis daaronder niet begrepen, of een taakstraf wordt opgelegd, kan tevens een geldboete worden opgelegd.»
Dit houdt dus in dat de maximale straf voor bijvoorbeeld mishandeling drie jaar gevangenisstraf én een boete van €21.750 (in 2020) is. 

#### Inning van een geldboete in een boetevonnis
Een boetevonnis is een geldboete die door de rechter als straf is opgelegd. Boetenvonnissen worden geïnd door het CJIB. Dit doet zij namens de minister van Justitie.
Als aan een verdachte een geldboete wordt opgelegd moet de rechter in datzelfde vonnis ook vervangende hechtenis bepalen. Dit is vrijheidsstraf die wordt geëxecuteerd als de opgelegde geldboete niet (geheel) kan worden geïnd. De rechter kan voor iedere onbetaalde €25 één dag vervagende hechtenis vaststellen. Het beleid van de strafrechters is echter om (voor geldboetes tot en met €1.000) voor iedere €50 één dag vervangende hechtenis vast te stellen. De vervangede hechtenis is minimaal één dag en maximaal één jaar.
In het boetevonnis kan de rechter bepalen dat de geldboete (mits hoger dan €225) in termijnen (van minimaal €45) kan worden betaald. De minister kan echter ook zonder rechterlijk voorschrift termijnbetalingen toestaan of (in geval van door de rechter voorgeschreven termijnen) gunstigere termijnen toestaan.  De minister van Justitie bepaalt de dag (of in het geval de rechter termijnbetaling accepteert: dagen) waarop betaling uiterlijk moet zijn voldaan.
Als de opgelegde boete onbetaald blijft, zendt het CJIB een aanmaning. Deze eerste aanmaning zal gepaard gaan met een verhoging van €20. Als de boete en aanmaningskosten ook niet op tijd worden betaald zal het CJIB een tweede aanmaning sturen. Deze zal vervolgens gepaard gaan met een verhoging van 20%, met een minimum verhoging van €40. De €20 van de eerste aanmaning zal overigens meegenomen worden in de 20% verhoging. Als iemand dus een geldboete van €300 niet betaalt en na de eerste verhoging ook niet betaalt, wordt het bedrag bij de tweede aanmaning dus €300 + €20 = €320 x 1,2 = €384.
Als de inning van de geldboete onsuccesvol is, wordt aangevangen met het incassotraject. Bij het incassotraject kan het bedrag van de geldboete (inclusief verhogingen en administratiekosten) onder andere worden verhaald op goederen van de veroordeelde. Dit geschiedt door middel van het uitbrengen van een dwangbevel in naam van de Koning, dat geldt als een burgerlijk vonnis. Met dit dwangbevel kan een deurwaarder goederen van de veroordeelde in beslag nemen en verkopen om daarmee de boete te betalen. Ook kan de deurwaarder beslag leggen op salaris, uitkering, pensioen en banktegoeden. Dit kan zonder dwangbevel. De kosten van de invorderingsmaatregelen moeten ook worden betaald door de veroordeelde.
Als ook na het incassotraject (volledige) invordering niet mogelijk blijkt, kan de vervangende hechtenis worden tenuitvoergelegd.

### Mulderfeit en strafbeschikking
De Wet administratiefrechtelijke handhaving verkeersvoorschriften (Wahv, Wet Mulder) regelt de bestuurlijke boetes tot het maximale bedrag van de eerste categorie van art. 23 lid 4 WvSr voor verkeersovertredingen. Ze worden opgelegd door het OM, de politie of een boa. Een overtreding die hieronder valt heet een Mulderfeit.
De Wet OM-afdoening en het Besluit OM-afdoening regelen de strafbeschikking.
Bij elkaar worden dit de feitgecodeerde zaken genoemd. De feitcode bestaat uit een of twee hoofdletters en drie cijfers, en soms een of twee kleine letters. Het tarief hangt af van het feit en van de categorie (bijvoorbeeld het soort weggebruiker). De feiten met codes en tarieven zijn onder meer gepubliceerd in de Tekstenbundel en het Feitenboekje. De tarieven zijn geen maxima maar de vaste bedragen. Voor een overtreder van 12 tot 16 jaar worden de tarieven gehalveerd. Verder is er nog de Aanwijzing feitgecodeerde misdrijven, overtredingen en muldergedragingen.
Er wordt € 9 aan administratiekosten in rekening gebracht. De boetes worden geïncasseerd door het Centraal Justitieel Incassobureau (CJIB).
Het kan gaan om de volgende feiten (met de aanduidingen m/p/* die worden gehanteerd in de Tekstenbundel en het Feitenboekje):
- m: Mulderfeit (boete van ten hoogste het maximale bedrag van de eerst categorie van art. 23 lid 4 WvSr)[45]
- p: politiestrafbeschikkingsfeit (boete van maximaal € 350 voor een misdrijf,[46] of boete voor een overtreding; de strafbeschikking wordt uitgevaardigd door politie of boa); wordt overeenkomstig het Besluit OM-afdoening afgehandeld.
- *: OM-feit (de strafbeschikking wordt uitgevaardigd door het OM). Voor deze feiten kan door de politie geen sanctie worden opgelegd. Indien de Tekstenbundel een tarief vermeldt dan wordt via het CJIB een strafbeschikking of een transactievoorstel verzonden namens het OM. De Tekstenbundel vermeldt geen tarief als de overtreding aan de hand van het proces-verbaal individueel moet worden beoordeeld, of de tarieven zijn vastgesteld in een andere richtlijn.

De Tekstenbundel en het Feitenboekje zijn landelijk, maar bevatten ook feiten die slechts strafbaar zijn op basis van plaatselijke verordeningen. Ze zijn gebaseerd op de model-APV en uiteraard alleen van toepassing in de betreffende gemeenten.
Er zijn per jaar ongeveer 750.000 bonnen bij staandehoudingen (720.000 politie; 30.000 boa's) en 800.000 bonnen bij parkeerovertredingen (180.000 politie; 620.000 boa's).

### Combibon

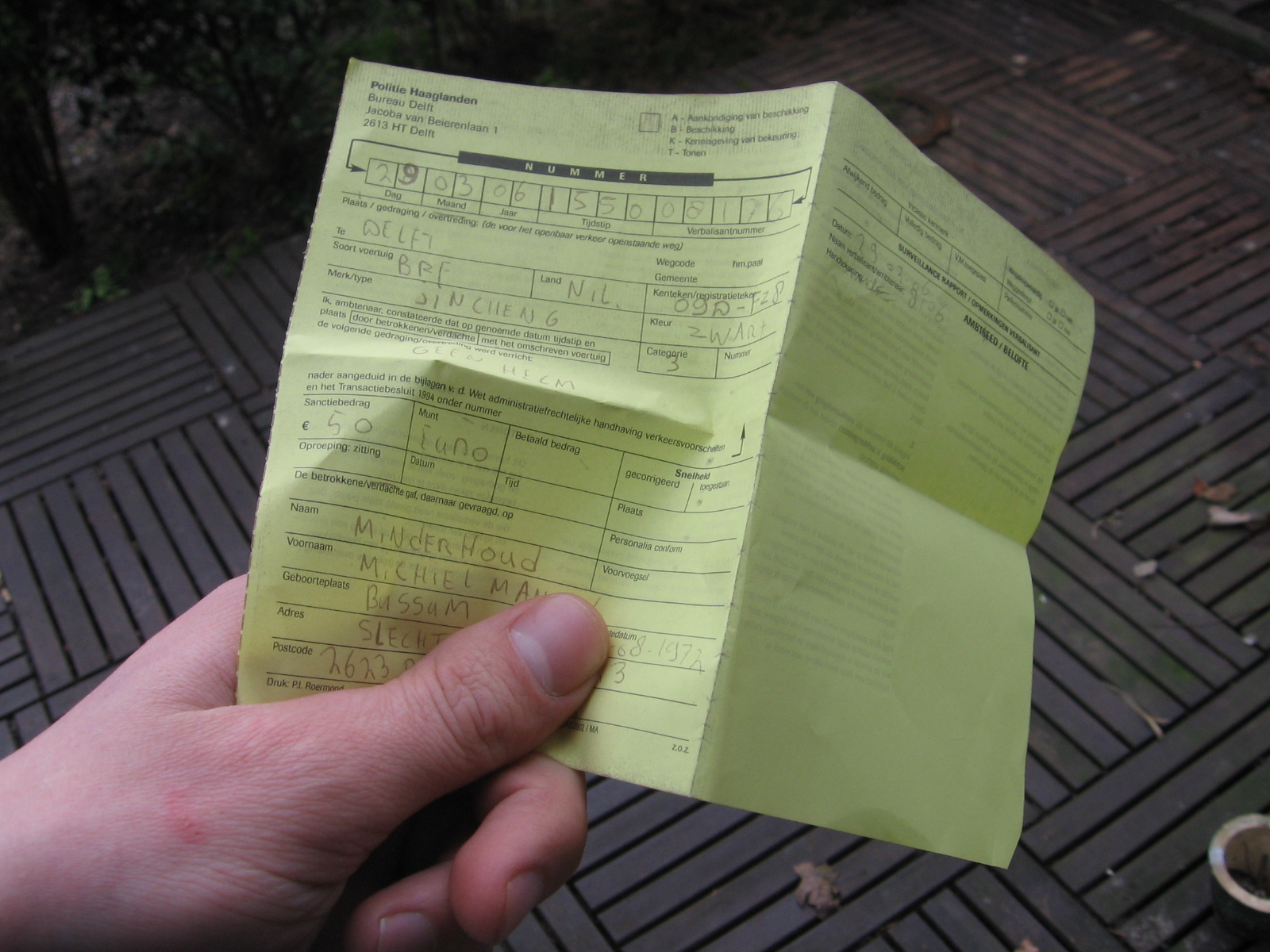
Combibon

De Regeling modellen en formulieren ten behoeve van de handhaving Justitie geeft in de bijlage een model van een combibon: een formulier dat onder meer kan worden gebruikt voor de volgende afdoeningsmodaliteiten/sanctiemodaliteiten (met code):
- S: aankondiging van strafbeschikking - de strafbeschikking wordt door het CJIB toegezonden; de redenen dat niet gelijk een strafbeschikking wordt uitgereikt is dat zo nog fouten verbeterd kunnen worden, en in bepaalde gevallen dat de verbalisant zelf niet bevoegd is om een strafbeschikking uit te vaardigen.
- K: kennisgeving van bekeuring - het OM zal een beslissing nemen, dit kan zijn een OM‐strafbeschikking, een transactievoorstel, een dagvaarding of een seponering.
- A: aankondiging van beschikking - betreft een Mulderfeit; de beschikking wordt door het CJIB toegezonden
- B: beschikking - betreft een Mulderfeit

Het ingevulde formulier bevat de code als boven, de feitcode en een verkort proces-verbaal ("mini-proces-verbaal"). Een exemplaar blijft achter in het bonnenboekje van de verbalisant (‘het witje’), een doorslag (‘het geeltje’) wordt overhandigd of achtergelaten op het voertuig. Bij een staandehouding wordt met de betrokkene gesproken. Na het geven van de cautie kan de betrokkene een verklaring afleggen die uitsluitend op het witje erbij wordt geschreven.
Zwaardere feiten kunnen niet worden afgedaan met een combibon. Hiervoor moet een volledig proces-verbaal worden opgemaakt.
Voor een op het voertuig achtergelaten aanslagbiljet zie onder.
De gemiddelde aanlevertijd bij het CJIB van een combibon is 16 dagen.

### Verbaliseren zonder combibon
Een rijdend voertuig kan gefotografeerd worden bij bijvoorbeeld te hard rijden of door rood rijden. De overtredingen worden volledig geautomatiseerd op kenteken geconstateerd, bijvoorbeeld door middel van flitspalen en trajectcontroles.
De Wet van 2 juli 2014 tot wijziging van de Wet administratiefrechtelijke handhaving verkeervoorschriften, het Wetboek van Strafvordering en de Gemeentewet in verband met de digitalisering van de handhaving van veelvoorkomende overtredingen (Wet digitale handhaving veelvoorkomende overtredingen)  heeft bewerkstelligd dat de verbalisant geen bon meer hoeft achter te laten. Dit maakt het mogelijk dat de verbalisant ter plaatse de gegevens invoert in een PDA, en dat deze geen printer hoeft te hebben. Voor de bewijsvoering maakt de verbalisant, voor zover mogelijk, foto’s van een geconstateerde parkeerovertreding. Dit betreft bijvoorbeeld het fotograferen van de plek waar de auto staat (bijvoorbeeld op een invalidenparkeerplaats) of van het dashboard waarop het parkeerbewijs ontbreekt, dan wel van het parkeerbewijs op basis waarvan kan worden geconcludeerd dat de betaalde parkeertijd is overschreden. Dit kan met dezelfde PDA. De eventuele verklaring van de betrokkene wordt ook ingevoerd in de PDA. Het direct uitreiken van een papieren aankondiging blijft ook bij staandehoudingen achterwege. Hoewel sommige boa's wel een printer hebben wordt dit voor politie onpraktisch geacht omdat die naast een portofoon ook al een pistool, een wapenstok en handboeien aan de koppel heeft.
De gemiddelde aanlevertijd bij het CJIB bij digitale handhaving is geschat op circa 7 dagen. Het duurt dus meer dan 7 dagen voordat de parkeerder op de hoogte gesteld wordt van de verbalisering. Hij doet er dus goed aan bewijzen van betaling zoals parkeerkaarten altijd enkele weken te bewaren. Dan nog blijft het lastiger om ander ontlastend bewijsmateriaal te vergaren en getuigen a decharge te zoeken, bijvoorbeeld betreffende een door struiken of een geparkeerde verhuiswagen niet goed zichtbaar verkeersbord. Ook als de geverbaliseerde wel aanwezig is en dus direct op de hoogte is van het verbaliseren vervalt wel het gemak de gegevens direct op papier mee te krijgen, zodat de burger het rustig na kan lezen en voor uitleg en advies kan laten zien aan iemand die er meer verstand van heeft. De regering stelt dat het wetsvoorstel past in het huidige tijdperk dat wordt gekenmerkt door automatisering en digitalisering, maar in plaats van versnelling van de communicatie (e-mail is bijvoorbeeld sneller dan gewone post) of even snel (directe elektronische verzending in plaats van achterlating of overhandiging van een papieren bon) is er hier dus een sterke vertraging: van direct, of direct bij terugkomst bij de auto, naar meer dan 7 dagen.

### Gemeente
Bij constatering dat de gemeentelijke parkeerbelasting niet is betaald of dat de tijd waarvoor die is betaald is verstreken wordt een naheffing opgelegd. Deze wordt berekend over een parkeerduur van een uur, tenzij aannemelijk is dat het voertuig langer dan een uur zonder betaling geparkeerd heeft gestaan. Naast de normale parkeerbelasting betaalt men dan een bedrag aan kosten van maximaal € 60. Materieel komt dit neer op een boete. In deze gevallen is de overtreding geen Mulderfeit. Het desbetreffende aanslagbiljet wordt ofwel conform de regels van de Invorderingswet 1990 toegezonden of uitgereikt aan de belastingschuldige, ofwel aangebracht op of aan het voertuig.
De Wet bestuurlijke boete overlast in de openbare ruimte heeft de artikelen 154b tot en met 154n toegevoegd aan de Gemeentewet, met twee nieuwe handhavingsinstrumenten voor gemeenten met betrekking tot bepaalde vormen van overlast, beide opgelegd door een gemeente-boa: de bestuurlijke strafbeschikking overlast (BSo) en de bestuurlijke boete overlast (BBo). Gemeenten moeten kiezen, het kan niet allebei. De BSo is in de meeste gemeenten ingevoerd. Geen enkele gemeente heeft gekozen voor de BBo; voorlopig wordt deze mogelijkheid echter nog niet afgeschaft.
Bij de BSo gaat de incasso via CJIB. De gemeente krijgt tijdelijk een PV-vergoeding van € 40 per strafbeschikking voor overlastfeiten uit het APV. Als de bestrafte verzet instelt wordt de zaak overgedragen aan de CVOM. De CVOM gaat in die gevallen in beginsel tot oproeping op een zitting over. Dat wil zeggen dat de CVOM de zaak voor de rechter brengt, zodat deze het verzet inhoudelijk kan toetsen en uitspraak kan doen. Er is in beginsel geen ruimte voor de CVOM om zaken op beleidsmatige gronden te seponeren door middel van intrekking van de BSo. De CVOM zal uitsluitend seponeren om juridisch-technische redenen.
Het bedrag van een BBo is voor natuurlijke personen niet meer dan € 390 en voor rechtspersonen niet meer dan € 2250. Een boa  legt niet op straat de bestuurlijke boete op, maar beperkt zich tot het uitschrijven van een aankondiging dat een bestuurlijke boete zal worden opgelegd. Bij een BBo geldt de Algemene wet bestuursrecht (Awb); in deze wet staan ook enkele bepalingen speciaal voor een bestuurlijke boete (in het algemeen). De Gemeentewet bepaalt dat Hoofdstuk 8 Awb (Bijzondere bepalingen over de wijze van procederen bij de bestuursrechter) op een BBo niet van toepassing is. Tegen een BBo kan een belanghebbende beroep instellen bij de rechtbank. Het beroep wordt behandeld en beslist door de kantonrechter. De procedure is hetzelfde als bij een Mulderfeit, alleen heeft nu niet het OM maar de gemeente de rol van het bestuur dat de beschikking heeft uitgevaardigd. Het OM speelt dus bij de BBo geen rol. De BBo is voor de gemeente bewerkelijker dan de BSo doordat deze de incasso zelf moet doen en door de bezwaarprocedure en de rol in de beroepsprocedure. Daar staat tegenover dat de opbrengst toevalt aan de gemeente. Strafrechtelijke handhaving blijft  mogelijk, opdat de politie een rol kan behouden bij escalatie of in geval van heterdaad. Als de gemeente kiest voor de bestuurlijke boete draagt de gemeente echter de volledige verantwoordelijkheid voor het handhavingsbeleid.
De regering overweegt de overtredingen die met een BSo kunnen worden bestraft uit te breiden met o.a. fietsen in voetgangersgebied, ook om onbegrip bij het publiek te voorkomen.
Voor een deel van de overtredingen in het Alcoholbesluit, die betrekking heeft op overtredingen door horeca-ondernemers van de Alcoholwet, kan de gemeente een bestuurlijke boete opleggen.

## Suriname
In Suriname worden de geldboeten in de meeste wetten, zoals in het Wetboek van Strafrecht en de Politiestrafwet, nog uitgedrukt in gulden. Deze bedragen moeten aangepast worden met toepassing van de Algemene Geldboetewet (wet van 14 mei 2002, houdende wijziging van de hoogte der geldboete, zoals vastgesteld in thans van kracht zijnde wettelijke regelingen). De aangepaste bedragen in gulden moeten gedeeld worden door 1000 om ze in SRD (Surinaamse Dollar) om te zetten (artikelen 2 en 4, lid 1, van de Wet van 31 oktober 2003, houdende de vernoeming en herleiding van bedragen, rechten en verplichtingen in de gulden tot hun nominaal gelijke waarde in de dollar of ‘Wet Vernoeming en Herleiding van Guldensbedragen tot Dollarbedragen’).
Er zijn volgens artikel 5 van de Algemene Geldboetewet zeven geldboetecategorieën, en de boete bedraagt volgens artikel 3 nooit minder dan 5.000 gulden (5 SRD).

## Privaatrecht
Ook het privaatrecht kent boetes: partijen kunnen een boetebeding in hun overeenkomsten opnemen. In Nederland bepaalt artikel 91 Boek 6 BW dat als boetebeding wordt aangemerkt ieder beding waarbij is bepaald dat de schuldenaar, indien hij in de nakoming van zijn verbintenis tekortschiet, gehouden is een geldsom of een andere prestatie te voldoen, ongeacht of zulks strekt tot vergoeding van schade of enkel tot aansporing om tot nakoming over te gaan.
Met een boetebeding is bij tekortschieten de boete verschuldigd zonder dat schade en de grootte daarvan wordt aangetoond. Slechts overtreding van de contractuele norm maakt de boete verschuldigd. Wanneer de werkelijk geleden schade aantoonbaar groter is dan de boete, kan de gelaedeerde naar keuze de werkelijke schade in plaats van de boete vorderen. Een privaatrechtelijke boete is in Nederland, ook als het meer een aansporing is dan een vergoeding van daadwerkelijke schade, geen straf waarop het "ne bis in idem" beginsel van toepassing is: iemand kan voor hetzelfde ook al strafrechtelijk vervolgd zijn of nog worden.
Een boetebeding wordt bijvoorbeeld toegepast bij een geheimhoudingsbeding en een concurrentiebeding.
In de Verenigde Staten kunnen schadevergoedingen zo hoog oplopen, omdat deze vergeldend en dus als straf bedoeld zijn. Het zijn in feite boetes onder de noemer schadevergoeding. Men spreekt dan ook wel van punitive damage. Een voorbeeld van punitive damage is de McDonald's-zaak, waarbij McDonald's een schadevergoeding van 2,7 miljoen dollar moest betalen aan een oude dame die brandwonden had opgelopen toen ze McDonald's' hete koffie over haar arm morste. De schadevergoeding was puur als vergelding bedoeld, om McDonalds te straffen voor het zetten van koffie die zo heet is dat hij brandwonden kan veroorzaken. Later werd dit teruggebracht tot $640.000.

## Kerkelijk 'boete doen' (penitentie)
In de westerse kerk heeft men het Romeinse juridische denken overgenomen, dat tot op heden het juridisch systeem bepaalt: het denken in twee partijen, die met elkaar in evenwicht moeten zijn. Doet de ene partij de andere partij schade, dan is het evenwicht weg. Compensatie van de schade moet de balans weer herstellen.
De kerk zag God in zekere zin als de ene partij, en de mens als de andere partij. Als de mens een van Gods voorschriften overtrad, berokkende die mens God schade. Die schade moest aan God gecompenseerd worden.
In de vroege kerk was de overtreding tegen God een overtreding tegen de christelijke gemeenschap. Iemand kon wegens de overtreding dan ook uit de gemeenschap gezet worden. Door bepaalde handelingen te verrichten (het boetekleed aantrekken, vasten, bidden) kon de uitgestotene boete doen om na een periode weer toegelaten te worden in de gemeenschap.
In de middeleeuwen ontwikkelde zich onder invloed van de Ierse missionarissen het biechtsysteem. De gelovige vertelde, zonder dat de gemeenschap daarvan op de hoogte werd gebracht, zijn overtredingen tegen God, zijn zonden aan een priester. Deze priester gaf, namens God, vervolgens aan waaruit de boetedoening moest bestaan, om vergeving te krijgen.
Die boetedoening kon bijvoorbeeld het zeggen van een aantal gebeden zijn.
Een andere vorm van boetedoening was het verwerven van aflaten. Door het vervullen van een bedevaart of een devotie tot een bepaalde heilige of aspect van God kon men vermindering verkrijgen van zondestraffen na de dood. Van de aflaten is in de late middeleeuwen een tijd misbruik gemaakt door bepaalde geestelijken, die eerst door middel van strenge boetepreken de angst voor het vagevuur aanwakkerden, en vervolgens aflaten voor geld verkochten. Dit misbruik, dat maar een korte tijd in zwang is geweest (in de periode van overgang tussen de middeleeuwen en de vroegmoderne tijd) heeft een rol gespeeld bij het ontstaan van de reformatie. Zodoende is het ook verdwenen tijdens de katholieke reformatie.